# رواية القصص التنظيمية
سرد القصص التنظيمية هو مفهوم في الدراسات الإدارية والتنظيمية. يعترف بالمكانة الخاصة للسرد في الاتصال البشري، مما يجعل السرد "أساس الفكر الخطابي وإمكانية التصرف بشكل مشترك. هذا يتبع النموذج السردي، وجهة نظر للتواصل البشري تقوم على مفهوم الأشخاص على أنهم نارانس هومو.
تقدر منظمات الأعمال صراحة المعرفة «الصعبة» التي يمكن تصنيفها وتصنيفها وحسابها وتحليلها، وما إلى ذلك، والدراية العملية (الصريحة والضمنية) والمعرفة (الروابط الاجتماعية). في المقابل، يستخدم سرد القصص الوسائل القديمة لتمرير الحكمة والثقافة من خلال القصص والحكايات غير الرسمية. يقال إن السرد أكثر «اصطناعيًا» من أن يكون «تحليلي»، ويساعد على: مشاركة المعايير والقيم، وتنمية الثقة والالتزام، وتبادل المعرفة الضمنية، وتسهيل عملية النسيان، وتوليد الروابط العاطفية. يعتبر سرد القصص أحد المكونات التي تجعل الفكرة تثبت في الذهن.
في حين أن سرد القصص هو عنصر أساسي في الإعلانات الرائعة، إلا أن سرد القصص التنظيمية يلبي احتياجات جمهور مختلف تمامًا. إنه يتعامل مع البشر في المنظمات التي تربط وتشارك وتلهم أصحاب المصلحة المشتركة الآخرين باستخدام القصص وهياكل القصص في تواصلهم مع الآخرين.

## وجهاتنظر
يميز Giroux و Marroquin  خمسة وجهات نظر في الكتابات حول سرد القصص التنظيمي:
يرى المنظور الوظيفي أن سرد القصص هو أداة إدارية. يتم اعتباره اتصالًا من أعلى إلى أسفل (على سبيل المثال، اتصال رئيس مع موظفيه)، ويهدف إلى كفاءة الإرسال. على هذا النحو، يجب أن يكون السرد موجزًا ومتسقًا مع الأهداف. ومع ذلك، فإن الغموض الاستراتيجي ليس خطأ في بعض الأحيان، ولكنه ميزة.
يعتبر المنظور التفسيري المنظمة كعالم أو كمكان غير موضوعي لا يستطيع الباحث فهمه إلا من خلال التمثيلات التي يستدعيها الممثلون (الموظفون) في حكاياتهم. ثم تحمل الروايات القيم المركزية وثقافة المنظمة والاختلافات والصراعات والتناقضات. وهكذا، فإن القيم التي يتم الترويج لها رسميًا يتم مواجهتها مع تلك التي تنشأ من السرد. كانت هناك محاولات لتطوير أدوات تفسيرية مؤسسية من خلال الجمع بين الرؤى من الأنثروبولوجيا والنظرية الأدبية والمؤسساتية.
منظور العملية، الذي يتبع أعمال كارل إي ويك، يعتبر المنظمة ليس ككيان ثابت ولكن كعملية تنظيمية تركز على التفاعلات والبناء المشترك. ثم يدرس الباحثون السرد في مواقف التغيير التنظيمي أو الجدل أو المواضيع التي يتم تداولها. يفترض هذا المنظور أن الممثلين (الموظفون) يظهرون ذكاءً سرديًا يشير إلى «قدرتهم على إنتاج وفهم القصص».
يركز المنظور النقدي على العلاقات غير المتكافئة داخل المنظمات. يمكن استخدام السرد «لخلق ثقافة الخضوع أو الإذعان».  يركز المنظور النسوي النقدي على الفروق بين الجنسين، ويكشف عن كيفية إنشائها ورعايتها ونقلها وتحديها بواسطة الحكايات.
يرى منظور ما بعد الحداثة، وهو الأحدث والأكثر إثارة للجدل، أن المجتمع والمنظمة مجزأة. فهو يضع النص في مركز نهج الباحث، ويعزز تعدد الأصوات في الكلام. يصبح الباحث راويًا بإعطاء صوت للموظفين المهمشين.